# 19 (pesem)
19 je naslov hita leta 1985 Paula Hardcastla, ki nosi močno protivojno sporočilo, na podlagi nepotrjene povprečne starosti ameriških vojakov v Vietnamu, ki naj bi bila 19 let. Skladba je bila 5 tednov na prvem mestu ameriške glasbene lestvice.